# NGC 2315
NGC 2315 је лентикуларна галаксија у сазвежђу Рис која се налази на NGC листи објеката дубоког неба.
Деклинација објекта је + 50° 35' 27" а ректасцензија 7h 2m 33,0s. Привидна величина (магнитуда) објекта NGC 2315 износи 13,6 а фотографска магнитуда 14,5. NGC 2315 је још познат и под ознакама UGC 3633, MCG 8-13-45, CGCG 234-41, PGC 20045.